# Q Tobina
q (q Tobina, wskaźnik q Tobina, współczynnik q Tobina) - stosunek ceny kapitału na giełdzie do ekonomicznego kosztu odtworzenia tej porcji kapitału.
Firmy inwestują, gdy q>1, ponieważ prawo do kapitału rzeczowego, którego stworzenie kosztuje 1, są w stanie sprzedać na giełdzie za cenę wyższą niż 1. Zatem odpowiednio długa hossa sprzyja inwestycjom w gospodarce.
Z badań empirycznych wynika, że teoria inwestycji q Tobina ma dobre pokrycie w rzeczywistości.